# چاوتیان
چاوتیان (به لاتین: Chaotian District) یک سکونتگاه مسکونی در جمهوری خلق چین است که در گوانگیوان واقع شده‌است.

## خصوصیات
چاوتیان ۱٬۶۱۸ کیلومترمربع مساحت و ۲٬۰۰۲ نفر جمعیت دارد و ۵۵۳ متر بالاتر از سطح دریا واقع شده‌است.